# Klimat zwrotnikowy

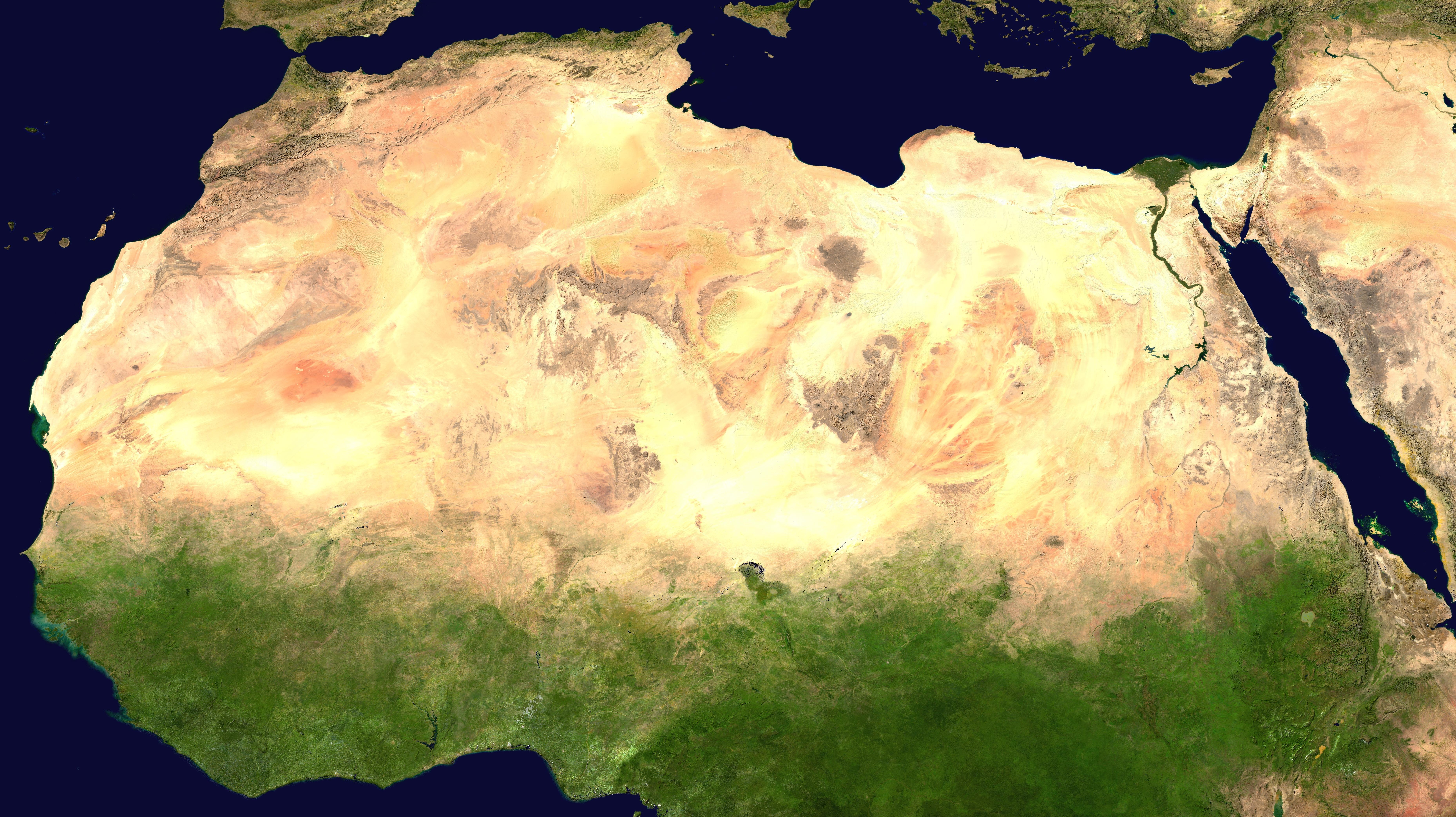
Sahara – jeden z obszarów strefy klimatów zwrotnikowych widziany z satelity

Strefa klimatów zwrotnikowych – w klasyfikacji klimatów Okołowicza, jedna z 5 głównych stref klimatycznych, obejmująca obszary kuli ziemskiej w okolicach obu zwrotników. Średnie roczne temperatury w tej strefie przekraczają 20 °C, ale średnie miesięczne są bardziej zróżnicowane w ciągu roku niż w klimacie równikowym: temperatura najchłodniejszego miesiąca może wynosić od 10 do 20 °C natomiast temperatury najcieplejszego miesiąca są wyższe niż we wszystkich pozostałych strefach (często przekraczają 30 do 35 °C). Cechą charakterystyczną klimatów zwrotnikowych są duże amplitudy dobowe temperatur. Opady występują najczęściej lub wyłącznie w półroczu letnim. W klimatach suchych są one sporadyczne lub całkowicie ich brak.
Strefa klimatów zwrotnikowych obejmuje następujące obszary kuli ziemskiej: północną część Meksyku, południowo-wschodnie krańce Stanów Zjednoczonych (m.in. Florydę), północną Afrykę bez wybrzeża śródziemnomorskiego, Półwysep Arabski i Bliski Wschód, Półwysep Indyjski i Indochiński, środkowy pas Ameryki Południowej (w tym wąski pas wybrzeża pacyficznego sięgający od 30°S aż w okolice równika), południową Afrykę (bez samego południowego krańca kontynentu) oraz większą część Australii (bez północnych i południowych krańców kontynentu).
Na obszarach lądowych strefy zwrotnikowej występują wyże okołozwrotnikowe, stąd też opady w tych obszarach są znikome, co powoduje, że jest w nich sucho lub skrajnie sucho. Ukształtowały się tutaj największe pustynie świata, m.in. Sahara, Ar-Rub al-Chali, Wielka Pustynia Piaszczysta oraz najsuchsze miejsce na Ziemi – pustynia Atakama, gdzie przez kilkaset lat nie spadła ani jedna kropla wody. Z kolei brak opadów na zachodnich wybrzeżach strefy zwrotnikowej związany jest z występowaniem chłodnych prądów morskich. Oznacza to, że występują tu opady sporadyczne. Natomiast wybrzeża wschodnie są wilgotniejsze, co związane jest z występowaniem wiatrów wschodnich, które przynoszą wilgotne powietrze znad oceanu. Dodatkowo w Azji Południowej i Azji Południowo-Wschodniej obfite opady przynosi co roku monsun letni.
Podsumowując, w strefie klimatów zwrotnikowych wydziela się następujące typy klimatów:
- wilgotny oraz wilgotny monsunowy
- pośredni oraz pośredni monsunowy
- kontynentalny suchy oraz kontynentalny suchy monsunowy
- wybitnie i skrajnie suchy.

Gleby występujące w strefie klimatu zwrotnikowego to tzw. szaroziemy charakteryzujące się niską zawartością próchnicy.
W strefie zwrotnikowej występują oazy, kserofity oraz sukulenty.

## Zobacz też

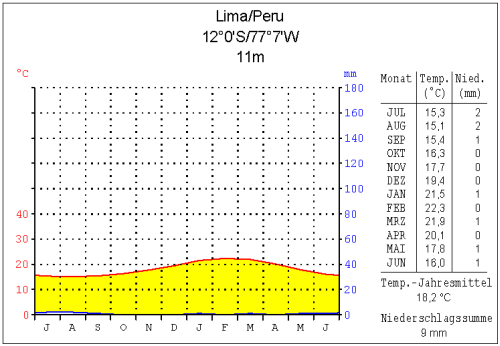
Lima (Peru) – roczna suma opadów zaledwie 9 mm
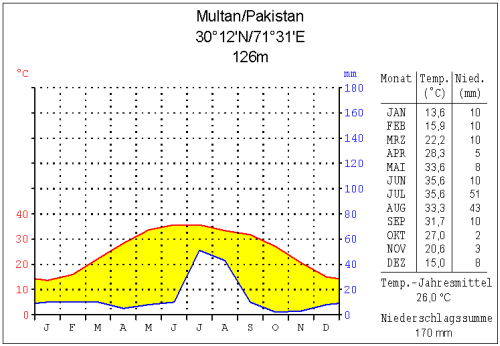
Multan (Pakistan) – średnie temperatury najcieplejszych miesięcy przekraczają 35 °C, skąpe opady przez cały rok
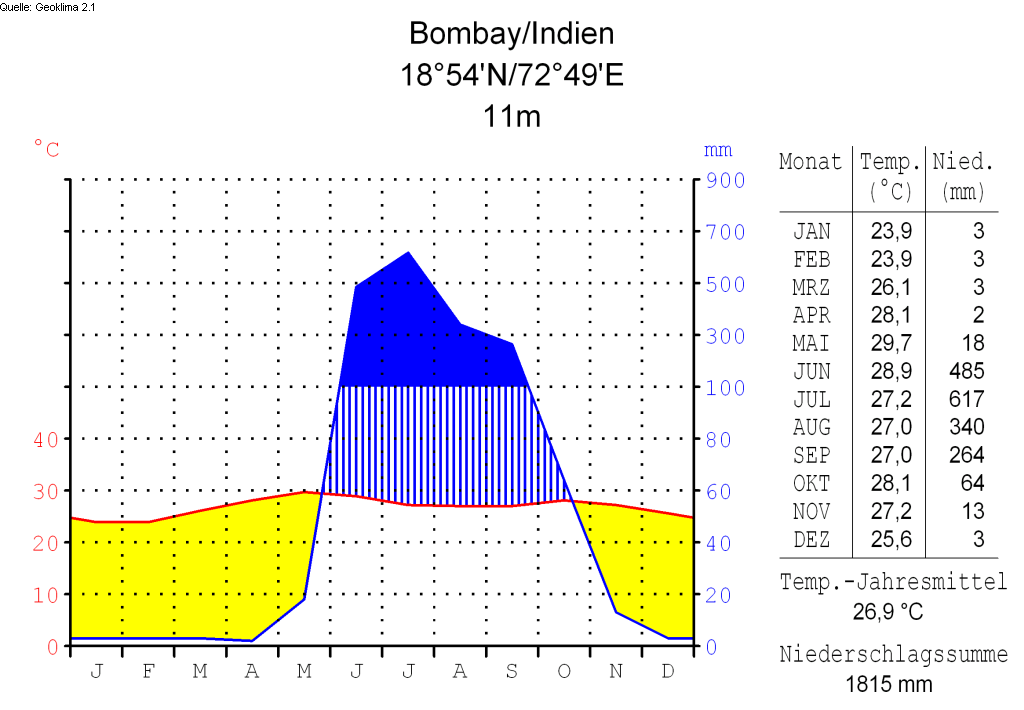
Bombaj (Indie) – poza okresem bardzo obfitych deszczów monsunowych spada niewiele opadów